# ميزوهو ساكاغوتشي
ميزوهو ساكاغوتشي (阪口 夢穂) (15 أكتوبر 1987 في ساكاي في اليابان – )؛ هي لاعبة كرة قدم كانت تلعب كلاعب وسط. ولعبت مع منتخب اليابان لكرة القدم للسيدات.

## وصلات خارجية
- ميزوهو ساكاغوتشي على موقع الاتحاد الدولي (مؤرشف)  (الإنجليزية)
- ميزوهو ساكاغوتشي على موقع الاتحاد الأوربي (الإنجليزية)
- ميزوهو ساكاغوتشي على موقع قاعدة بيانات كرة القدم.إي يو (الإنجليزية)
- ميزوهو ساكاغوتشي على موقع Soccerway.com (الإنجليزية)
- ميزوهو ساكاغوتشي على موقع عالم كرة القدم.نت (الإنجليزية)
- ميزوهو ساكاغوتشي على موقع أوليمبيديا (الإنجليزية)